# Ectinohoplia flavicauda
Ectinohoplia flavicauda är en skalbaggsart som beskrevs av Gilbert John Arrow 1921. Ectinohoplia flavicauda ingår i släktet Ectinohoplia och familjen Melolonthidae. Inga underarter finns listade i Catalogue of Life.